# Регби в Индии

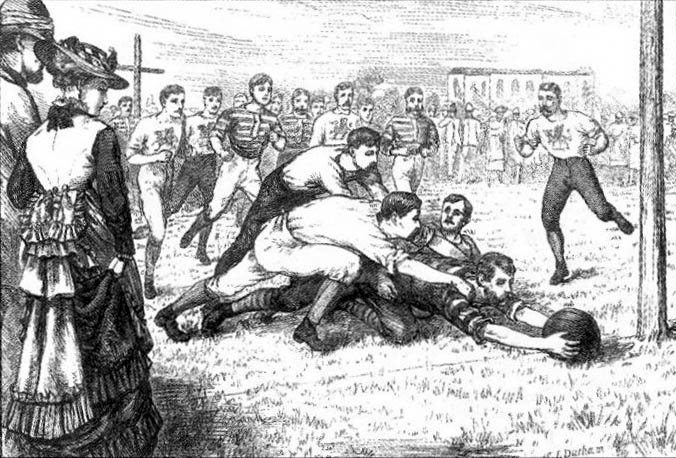
Матч по регби в Калькутте, 1875 год

Регби в Индии является одним из развивающихся видов спорта, который, однако, по популярности уступает немного футболу и значительно проигрывает крикету и хоккею на траве. Индия занимала 83-е место в рейтинге World Rugby на октябрь 2018 года. В стране зарегистрировано 24010 игроков (из них 7160 женщин), страна входит в Регби Азии. Национальная сборная выступает во втором дивизионе Азии. Управление осуществляет Индийский регбийный союз.

## История

### Зарождение
В Индии считается, что общим предком футбола и регби служила игра юби лакпи, в которую играют на востоке Индии, особенно в штате Манипур. По мнению писательницы Эммы Левайн, жители штата Манипур искренне убеждены, что именно их игра послужила основной для современных футбола и регби. В современном виде регби, крикет и футбол пришли в Индию с британской колонизацией. В 1871 году экипаж корабля «Галатея» заходил в порты Калькутты и Мадраса, чтобы принять участие в регбийном матче. До 1886 года установленные в Калькутте британцами ворота использовал для игр крикетный и футбольный клуб Калькутты,
На Рождество 1872 года в Калькутте состоялась первая зафиксированная документами игра между сборной Англии и объединённой сборной Шотландии, Ирландии и Уэльса. На той же неделе состоялись ещё несколько схожих матчей, а в 1873 году был образован регбийный клуб «Калькутта» (он же «Роллс») численностью 137 человек, его форма была красных и белых цветов. Тем не менее, коренные жители в регби почти не играли, а из-за жуткой жары матчи можно было проводить только либо вечером, либо ранним утром.

### Кубок Калькутты

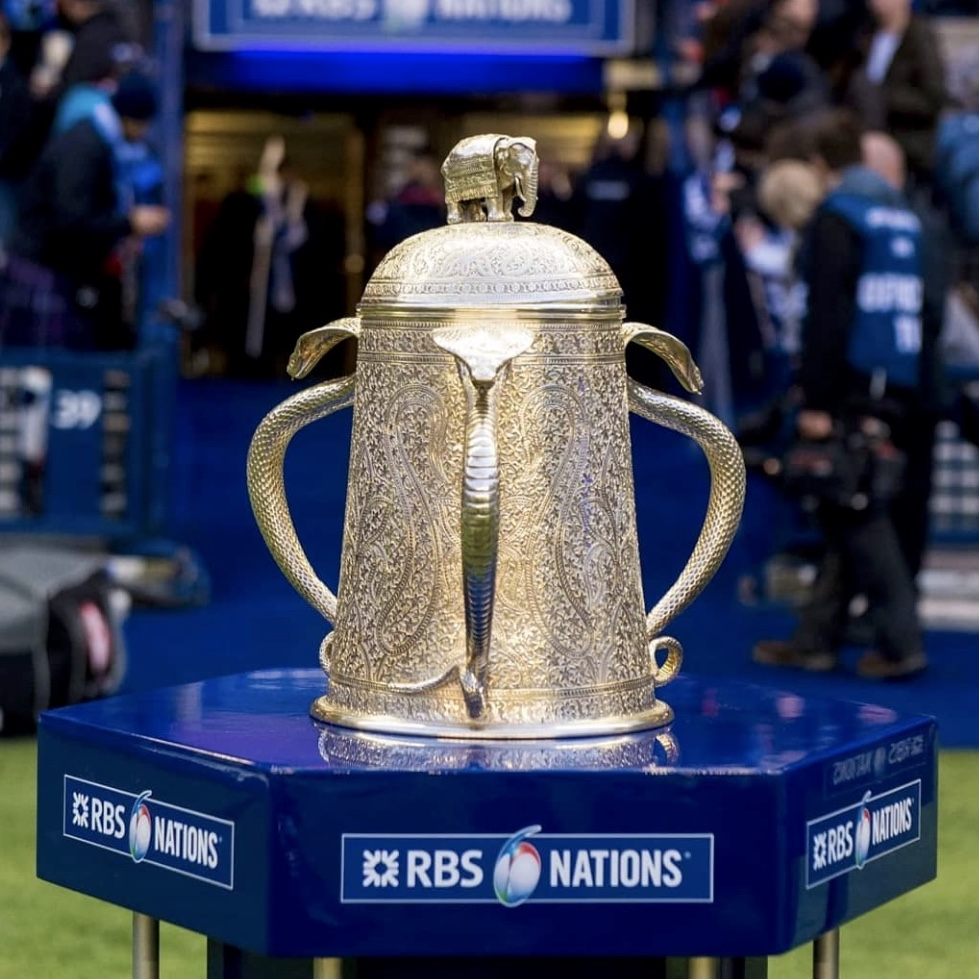
Разыгрываемый на Кубке шести наций трофей — Кубок Калькутты

Индия внесла важный вклад в развитие регби в самой Великобритании, когда после матча 1872 года в Калькутте появился футбольный и регбийный клуб. Он стал членом Регбийного союза Англии в 1874 году, однако из-за снижения популярности регби в Индии оказался на грани банкротства: в самой стране можно было играть в теннис и поло, вследствие чего число спортсменов этих видов спорта возрастало, а регбистов было мало. В 1877 году почётный секретарь и казначей клуба Дж. А. Дж. Ротни решил снять все деньги со счета клуба и увековечить память команды, которая уже была на грани исчезновения — он решил сделать кубок в Индии, который мог бы разыгрываться Регбийным союзом Англии. Кубок был выплавлен из серебряных индийских рупий, которые были собраны после того, как члены клуба полностью сняли деньги с банковского счета и закрыли его.
Кубок индийской работы был высотой в 45 см, в качестве ручек были изображены три королевские кобры. На вершине кубка был слон, на деревянном основании была надпись «CALCUTTA CUP». Кубок был передан Регбийному союзу Англии в 1878 году, и его стали разыгрывать между Англией и Шотландией ежегодно. В настоящее время Кубок Калькутты является одним из малых трофеев, разыгрываемых на Кубке шести наций в Европе. Тем не менее, историк Шон Смит, автор книги «Союзная игра: история регби» (англ. The Union Game: A Rugby History), по которой был снят фильм BBC, считал, что этот факт не столько прославил регби, сколько выдал с головой британские классовые предрассудки, поскольку сделанный руками индийцев трофей разыгрывался их хозяевами из метрополии.

### Другой Кубок Калькутты

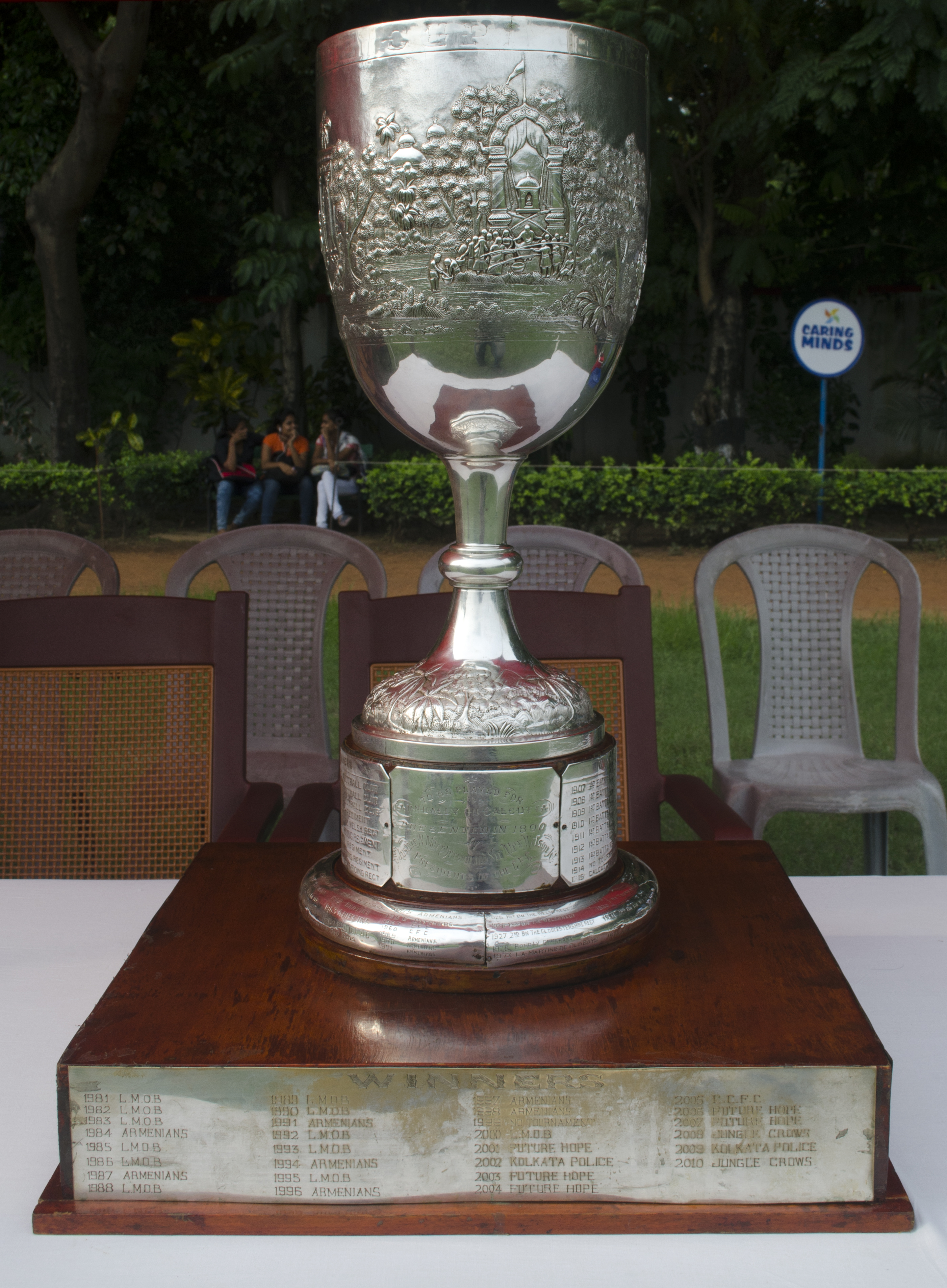
Современный кубок Калькутты индийского производства

В 1890 году крикетный и футбольный клуб Калькутты создал ещё один Кубок Калькутты, однако разыгрывать его доверено было уже индийским командам. Регбийная команда Калькутты была возрождена в 1884 году. В регби одним из обладателей этого кубка стал клуб «Джангл Крауз», победивший в одном из матчей «Калькутту».

### Наши дни

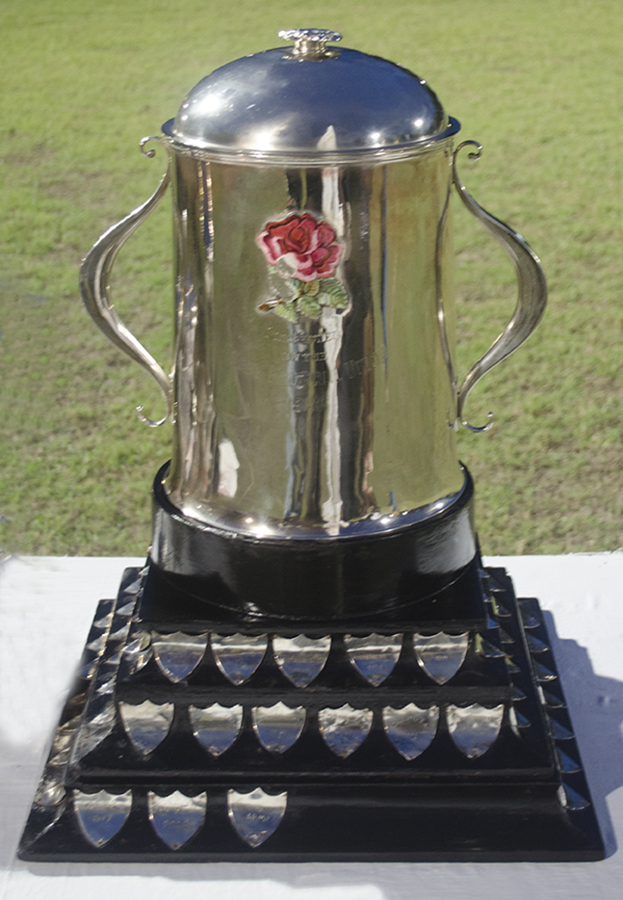
Трофей чемпионов Всеиндийского и Южно-Азиатского регбийного турнира

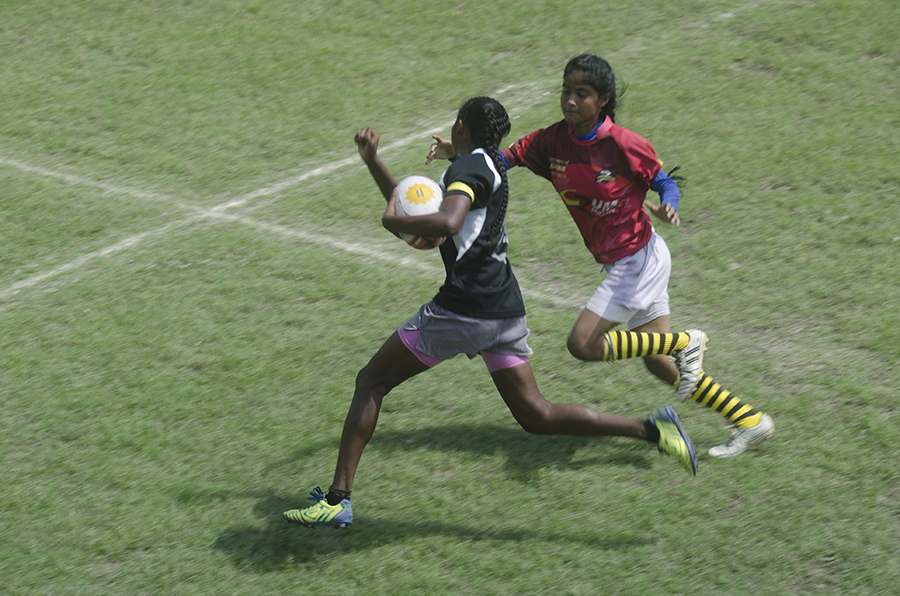
Матч чемпионата Индии среди женщин

Относительный подъём начался только после признания независимости Индии, хотя многие бывшие британские колонии начали играть намного раньше после становления независимости. Управление индийским регби осуществляло консульство Ирландии в 1980-е годы, центром служило здание Королевского яхт-клуба Бомбея. К началу 1990-х годов в Индии удалось поднять популярность игры, и неслучайно в 1986 году на конгрессе IRB по случаю столетия со дня его образования была делегация из Индии. По подсчётам на 2016 год в стране числилось 57 тысяч регбистов. Центром индийского регби в настоящее время считается Калькутта. В 2018 году в стране побывал в рамках азиатского турне Кубок Уэбба Эллиса.
Крупнейшим турниром по регби для индийских любительских клубов является Всеиндийский и Южно-Азиатский регбийный турнир, по факту являющийся ничем иным как чемпионатом Индии. Турнир проводился с 1924 года, в 2016 году в розыгрыше из 12 команд победу отпраздновал клуб «Арми Ред», в том же году впервые был проведён розыгрыш среди женских команд. По состоянию на 2017 год чемпионом является команда «Дели Харрикейнз». В турнире участвуют такие известные клубы, как «Бангалор», «Ченнай Читаз», «Бомбей Гимхана», «Одиша» и многие другие.

### Сборная
Сборная Индии по регби является участницей различных турниров Азии, в том числе и розыгрышей трофеев Чемпионата Азии разных дивизионов. Команда находится во втором дивизионе. По состоянию на июнь 2013 года она провела официально 37 игр, выиграв 11 и проиграв 25. Основными игроками мужской сборной, которые не только играют в матчах, но и участвуют в различных мероприятиях по продвижению детского спорта, являются Мунна Мурмур и Райкишор Мурму. Среди женской сборной звёздами являются Сумитра Наяк, Хупи Маджи и Лиза Сардар. В сборной в своё время играл известнейший актёр Рахул Бозе.
Сборная Индии по регби-7 — бессменный участник турниров в Азии по регби-7. В 2010 году во время Игр Содружества, прошедших в Дели, сборная Индии выступила в турнире по регби-7, однако проиграла все матчи группового этапа и выбыла на первом же матче утешительного этапа.